# Kristin Shepard
Kristin Shepard is een personage uit de Amerikaanse soapserie Dallas. Ze is de gemene zus van Sue Ellen. De rol werd tijdens het tweede seizoen voor twee afleveringen vertolkt door Colleen Camp. In de derde aflevering van het derde seizoen nam Mary Crosby de rol over en bleef lid van de vaste cast tot aan de vijfde aflevering van het vierde seizoen. Daarna keerde ze nog terug voor de laatste twee afleveringen van het vierde seizoen en tien jaar later in de voorlaatste aflevering. Ze maakte in 1981 ook een cross-over naar spin-off Knots Landing voor één aflevering.

## Personagebeschrijving
Kristin en haar moeder Patricia komen Sue Ellen bezoeken op Southfork. Patricia was er altijd trots op dat Sue Ellen zich in de Ewing-familie getrouwd had en hoopte dat haar jongste dochter ook een rijke man zou treffen. Ze verbleef een tijdje op Southfork en J.R. kwam op het idee om haar te gebruiken om zo het huwelijk tussen Bobby en Pamela te saboteren nu ze problemen hadden. Het plan van J.R. mislukte echter want Kristins charme had helemaal geen effect op Bobby. Hij en Pam verzoenden zich en Kristin verliet Dallas weer.
In het derde seizoen keert Kristin terug naar Dallas. J.R. biedt haar een job aan bij Ewing Oil als tijdelijke vervangster voor J.R.'s secretaresse Louella. Kristin mag ook in de Ewing-flat wonen midden in Dallas. Zij en J.R. beginnen al snel een amoureuze relatie. Op verzoek van J.R. sliep Kristin ook met zakenrelaties van J.R. om zo achter geheime informatie te komen. Kristin kon het absoluut niet vinden met Lucy Ewing, de nicht van J.R. en Alan Beam, een advocaat die voor J.R. werkte. Kristin ging ervan uit dat J.R. Sue Ellen zou verlaten voor haar, maar hoewel hij dat beloofde was hij dat nooit van plan. Nadat Louella terugkeerde, ontsloeg J.R. Kristin zelfs. J.R. joeg niet alleen Kristin tegen zich in het harnas maar ook nog andere talloze mensen. Aan het einde van het derde seizoen werd hij neergeschoten door een onbekende schutter.
Sue Ellen, die een drankprobleem had, dacht dat zij J.R. had neergeschoten omdat ze dat van plan was; ze was met een pistool naar Kristin gegaan om hem te zoeken en werd daarna wakker in een auto en kon zich niets meer herinneren. Het pistool werd teruggevonden in de kast van Sue Ellen en ze werd gearresteerd. Tijdens een therapiesessie herinnerde Sue Ellen zich dat ze het pistool neergelegd had om een borrel te drinken en vroeg zich af hoe het dan in haar kleerkast terechtkwam. Al snel legde ze de link naar Kristin. Ze ging naar Southfork, waar J.R. meteen schrik had van Sue Ellen, maar ze beschuldigde Kristin van de moordpoging. Kristin wist dat haar spel uitgespeeld was maar was niet van plan hiervoor op te draaien. Ze zei dat ze zwanger was en dat ze een schandaal zou maken. J.R. besloot om haar niet te vervolgen op voorwaarde dat ze Dallas zou verlaten.
Vervolgens duikt Kristin op in Californië in spin-off Knots Landing. Nadat ze op een feestje gearresteerd werd voor drugsbezit belt ze Valene Ewing op om haar uit de gevangenis te krijgen. Ze logeert bij Valene en Gary. Echter is Gary niet blij met de komst van Kristin omdat hij weet wat voor een sluw iemand ze is. Gary's buurman Kenny Ward en zijn vrouw Ginger zijn tijdelijk uit elkaar. Kristin probeert Kenny te verleiden en bij een verleidingspoging komt Ginger thuis en vraagt vervolgens de scheiding aan. Kristin biecht aan Gary en Valene op dat ze zwanger is en dat ze Kenny enkel probeerde te verleiden om het kind een vader te geven. Gary en Kristin hebben het er nog over dat ze allebei het zwarte schaap van de familie zijn en Kristin besluit om ook Knots Landing te verlaten.
Aan het einde van het vierde seizoen keert Kristin terug naar Dallas. Ze chanteert Jordan Lee met het feit dat hij de vader van haar kind is. Hij twijfelt eraan of hij wel de vader is omdat hij weet dat Kristin rondscharrelde, maar besluit liever wat te betalen om een schandaal te voorkomen. Ook bij J.R. probeert Kristin geld los te weken met haar kind. J.R. geeft echter niet toe en raadt haar aan om de stad te verlaten nu het nog kan. Het seizoen eindigt met een lijk dat in het zwembad op Southfork ligt en dat later Kristin blijkt te zijn. Hoewel het lijkt dat ze vermoord is, blijkt dat ze te veel drugs genomen had en dat ze van het balkon in het zwembad gevallen was.
Een zekere Jeff Farraday zorgde voor Christopher, het kind van Kristin. Hij contacteerde Bobby om de vader op te sporen. Bobby ontdekte dat J.R. waarschijnlijk de vader was omdat hij dezelfde bloedgroep had als Christopher. Hij wilde J.R. de baby overhandigen maar zijn vrouw Pamela zag het kind eerst en dacht dat Bobby een kind geadopteerd had. Bobby kon geen kant meer op en deed alsof hij het echt geadopteerd had. Nadat Jeff Farraday vermoord werd, ging Bobby verder op zoek in Los Angeles nadat hij een brief van het ziekenhuis had gekregen die Farraday bij zich had. Kristin had een miskraam gekregen van J.R. en werd snel daarna opnieuw zwanger en trouwde met Farraday, die dus de vader van het kind was. Christopher werd te vroeg geboren zodat het wel nog leek alsof iemand in Dallas de vader kon zijn. Kristin liet haar geboortenaam op de geboorteakte zetten zodat ze J.R. en Jordan Lee nog kon chanteren.
In de finale van de serie in 1991 duikt Kristin opnieuw op als J.R. een visioen heeft van hoe de wereld er zou uitzien als hij er nooit geweest was.